# Bausenrode

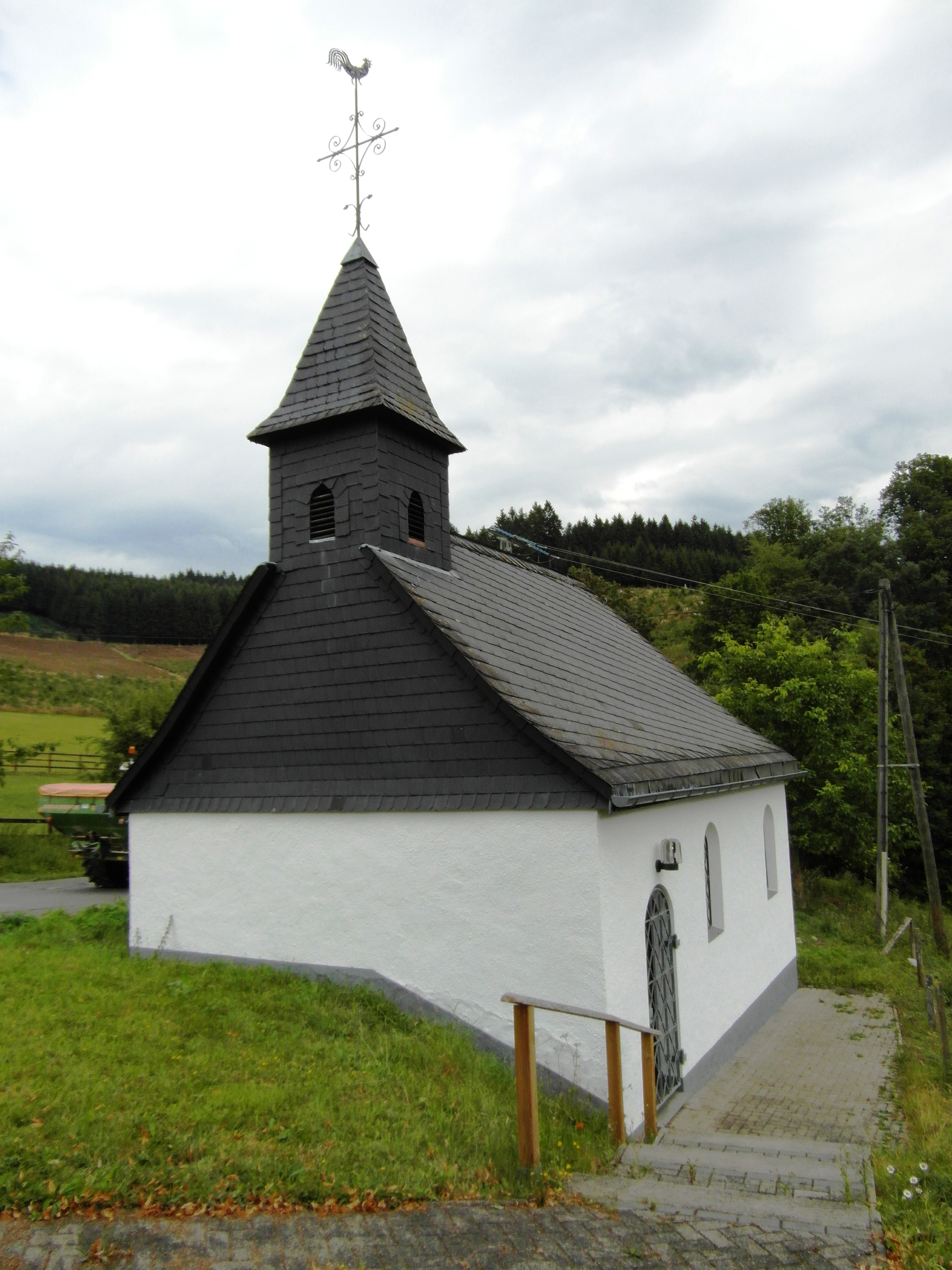
Heilige-Drei-Könige-Kapelle

Bausenrode ist ein Weiler in der Gemeinde Finnentrop im Kreis Olpe, Nordrhein-Westfalen im südlichen Teil des Sauerlandes mit rund 20 Einwohnern.

## Geschichte
Die Anfänge des Weilers dürften in der späten Karolingerzeit um 900 gelegen haben. Die sehr kleine Ansiedlung wurde später wieder aufgegeben. Erst deutlich später folgte eine Wiederansiedlung. Ein Herbord aus der Familie der Vögte von Elspe nahm um 1300 seinen Sitz in Bausenrode. Es handelte sich um Allodialbesitz der Vögte. Der letzte volladelige Vertreter der Linie war Hermann von Bausenrode in der Mitte des 15. Jahrhunderts. Weil dieser eine Hörige heiratete, galt der Sohn Evert nicht als Adeliger. Um den Besitz nicht an die Vögte von Elspe zurückfallen zu lassen, verkaufte er ihn an Johann von Schnellenberg und nahm ihn wieder zur Pacht. 
Der Weiler hatte bis in die Neuzeit hinein nicht mehr als drei Wohngebäude. Dies waren insbesondere der Hermeshof und der Schultenhof. In vieler Hinsicht war Bausenrode eng mit Fretter verbunden. Die spätere Feldflur von Bausenhagen gehörte zur Frettermark. Die Höfe in Bausenhagen erhielten an der Mark ihre Anteile. Beide Höfe galten als Vollspannhöfe. Die Mark wurde um 1650 aufgeteilt und die Höfe in Bausenrode bekamen Teile des Weusper Waldes. Weitere Markenanteile gingen später wieder verloren. 
Auch hinsichtlich der Verwaltung gehörte Bausenrode zu Fretter. Ein Wachstum des Weilers wurde durch Ansiedlungsbeschränkungen, die wie in Fretter galten, verhindert. Erst im 18. Jahrhundert wurden Spieker und Backhaus des Hermeshofs zu Wohngebäuden umgebaut.
Im Weiler existiert eine Kapelle. Diese ist den Heiligen Drei Königen geweiht und stammt aus der Zeit der Wiedergründung aus der Zeit um 1300.